# Avoir été
Avoir été est un téléfilm français en 3 parties de 90 minutes réalisé par Roland-Bernard et diffusé en 1979 sur TF1.

## Synopsis
À la fin de la Seconde Guerre mondiale, les combats de la Libération obligent le directeur d'un pensionnat normand à évacuer précipitamment l'institution. Un groupe de pensionnaires se cache pour s'échapper et est finalement abandonné là. Patrick, un enfant de 9 ans, décidé à aller à Paris, s'embarque dans un camion allemand. Il est finalement recueilli par Kléber Demartin, un ancien combattant de la grande guerre, veuf et sans enfant, qui habite en banlieue parisienne, au Plessis-Belle-Isle, rue de la libre Pensée.

## Distribution
- Pierre Destailles : Kléber Demartin
- Jean Cousin : Patrick enfant
- Mark Lesser : Patrick adolescent
- Aline Bertrand : Mam Irma
- Jacques Mauclair : Théophane, dit Capitaine
- Julian Negulesco : Roger la broquante
- Philippe Chauveau : l'instituteur
- Jean-Michel Molé : Thomas
- Jean Rougerie : l'avocat
- Bernard Pinet : le journaliste
- Liliane Sorval : Sœur Saint-Paul
- Gilles Bourdin : un jeune de l'orphelinat
- Jean-Marc Brisset : un jeune de l'orphelinat
- Philippe Exbrayat : un jeune de l'orphelinat
- José Ortiz : un jeune de l'orphelinat
- Didier Thérouin : un jeune de l'orphelinat
- Alexandre Rignault : Robichon
- Jean-Louis Allibert :
- Nadège Clair : Dany
- Raoul Curet :
- Bernard Musson :

## Commentaires
À la fin du 1er épisode, le réalisateur lâche réellement un troupeau de vache dans un centre de triage et filme celles-ci se faisant violemment percuter par les wagons. À la fin de la séquence, on peut constater que plusieurs vaches sont mortes ou très sérieusement assommées.
Les 3 parties sont disponibles sur le site de l'INA.